# Солон-ла-Рю
Соло́н-ла-Рю (фр. Saulon-la-Rue) — коммуна во Франции, находится в регионе Бургундия. Департамент коммуны — Кот-д’Ор. Входит в состав кантона Жевре-Шамбертен. Округ коммуны — Дижон.
Код INSEE коммуны — 21586.

## Население
Население коммуны на 2010 год составляло 650 человек.
| 1962 | 1968 | 1975 | 1982 | 1990 | 1999 | 2010 |
| ---- | ---- | ---- | ---- | ---- | ---- | ---- |
| 239  | 238  | 326  | 378  | 451  | 526  | 650  |

## Экономика
В 2010 году среди 442 человек трудоспособного возраста (15—64 лет) 326 были экономически активными, 116 — неактивными (показатель активности — 73,8 %, в 1999 году было 73,4 %). Из 326 активных жителей работали 310 человек (159 мужчин и 151 женщина), безработных было 16 (7 мужчин и 9 женщин). Среди 116 неактивных 49 человек были учениками или студентами, 51 — пенсионерами, 16 были неактивными по другим причинам.